# Зинина, Светлана Викторовна
Светлана Викторовна Зинина (в девичестве Быстрова; род. 28 февраля 1967) — советская легкоатлетка, специалистка по многоборьям. Выступала за сборную СССР по лёгкой атлетике в конце 1980-х — начале 1990-х годов, обладательница серебряной медали Игр доброй воли в Сиэтле, серебряная призёрка Кубка Европы в командном зачёте, участница Всемирной Универсиады в Шеффилде.

## Биография
Светлана Быстрова родилась 28 февраля 1967 года. Занималась лёгкой атлетикой в Волгограде и позднее в Москве, представляла физкультурно-спортивное общество профсоюзов.
Первого серьёзного успеха в семиборье добилась в сезоне 1987 года, когда на всесоюзном турнире в Таллине с результатом в 6189 очков превзошла всех соперниц и завоевала золотую награду.
В 1988 году стартовала на чемпионате СССР в Киеве, набрала в сумме семиборья 6116 очков и заняла восьмое место.
В 1989 году в составе советской сборной участвовала в международном турнире Hypo-Meeting, став в итоге девятой.
На Hypo-Meeting 1990 года установила свой официально ратифицированный личный рекорд в семиборье — 6117 очков, расположившись в итоговом протоколе на восьмой строке. Удостоилась права защищать честь страны на Играх доброй воли в Сиэтле — в программе семиборья набрала 6128 очков и выиграла бронзовую медаль (позднее в связи с допинговой дисквалификацией Ларисы Никитиной поднялась на вторую позицию).
В 1991 году заняла 13-е место на Hypo-Meeting, показала 13-й результат на Кубке Европы по легкоатлетическим многоборьям в Хелмонде, где вместе с соотечественницами также стала серебряной призёркой женского командного зачёта. Будучи студенткой, представляла Советский Союз на Всемирной Универсиаде в Шеффилде — с результатом в 5938 очков была в семиборье девятой.